# Chiropodomys calamianensis
Chiropodomys calamianensis är en däggdjursart som först beskrevs av Taylor 1934.  Chiropodomys calamianensis ingår i släktet Chiropodomys, och familjen råttdjur. IUCN kategoriserar arten globalt som otillräckligt studerad. Inga underarter finns listade i Catalogue of Life.
I genomsnitt har arten en absolut längd av 267 mm, en svanslängd av 147 mm och en vikt av 52 g. Bakfötterna är cirka 24 mm långa och öronen ungefär 18 mm stora. Pälsens färg på ovansidan är variabel. Den kan bland annat vara gulbrun eller gråaktig. Den mörka svansen är bara glest täckt med hår som blir längre vid svansens slut. Öronen, framtassarna och bakfötterna är nästan nakna.
Denna gnagare förekommer på Palawan och på mindre öar som tillhör västra Filippinerna. Habitatet utgörs av skogar i låglandet med tät undervegetation. Arten uppsöker även odlade områden.
Individerna är främst aktiva på natten och de klättrar i träd. Antagligen äter de växtdelar.